# Diaphorus hebeiensis
Diaphorus hebeiensis är en tvåvingeart som beskrevs av Yang och Patrick Grootaert 1999. Diaphorus hebeiensis ingår i släktet Diaphorus och familjen styltflugor.
Artens utbredningsområde är Hebei (Kina). Inga underarter finns listade i Catalogue of Life.